# Філіп Фарруджа
Філіп Фарруджа (20 серпня 1988) — мальтійський футбольний арбітр. Арбітр ФІФА та УЄФА з 2021 року. Судить матчі у Прем'єр-ліги з 2013 року.

## Суддівська кар'єра
21 вересня 2013 року Фарруджа відсудив свій перший матч у національній лізі Мальти. Під час матчу «Валлетта» — «Наксар Лайонс» 1–0 арбітр шість разів показав жовту картку.
У єврокубках він дебютував під час матчу між командами «Жиліна» та «Діла» у другому кваліфікаційному раунді Ліги конференцій. Гра закінчилася з рахунком 5–1, а Фарруджа показав п'ять жовтих карток.
Свій перший міжнародний матч на рівні збірних він відсудив 7 червня 2021 року, коли збірна Андорри зіграла внічию 0–0 зі збірною Гібралтару. Під час цього матчу Фарруджа показав дві жовті картки.
21 грудня 2019 року судив Суперкубок Мальти 2019 року.